# والایچنای
والایچنای (به لاتین: Valaichchenai) یک منطقهٔ مسکونی در سری‌لانکا است که در ناحیه باتیکالوا واقع شده‌است.